# Jonas Bergqvist
Jonas Bergqvist (* 26. September 1962 in Hässleholm) ist ein ehemaliger schwedischer Eishockeyspieler, der in seiner aktiven Zeit von 1981 bis 1999 unter anderem für die Calgary Flames in der National Hockey League und den Mannheimer ERC in der Eishockey-Bundesliga gespielt hat.

## Karriere
Jonas Bergqvist begann seine Karriere als Eishockeyspieler bei Leksands IF, für die er von 1981 bis 1989 in der Elitserien aktiv war. In diesem Zeitraum wurde der Angreifer im NHL Entry Draft 1988 in der sechsten Runde als insgesamt 126. Spieler von den Calgary Flames ausgewählt. Für die Flames spielte er in der Saison 1989/90 ebenso in der National Hockey League, wie für deren Farmteam aus der International Hockey League, die Salt Lake Golden Eagles. In seinem Rookiejahr erzielte er dabei in 22 NHL-Einsätzen insgesamt sieben Scorerpunkte, darunter zwei Tore. Im Anschluss an diese Spielzeit wechselte der Schwede zum Mannheimer ERC in die Eishockey-Bundesliga, für die er in 36 Spielen 16 Tore erzielte und 23 Vorlagen gab. 
Im Sommer 1991 kehrte Bergqvist zu seinem Ex-Klub Leksands IF zurück, für den er bis 1998 auflief. Anschließend wurde der Olympiasieger von 1994 von der VEU Feldkirch aus Österreich verpflichtet, mit der er in der Saison 1998/99 die Alpenliga gewann. Im Anschluss an diesen Erfolg beendete der Linksschütze im Alter von 36 Jahren seine Laufbahn. 

### International
Für Schweden nahm Bergqvist an der Junioren-Weltmeisterschaft 1982 sowie den Weltmeisterschaften 1986, 1987, 1989, 1991, 1993, 1994, 1995, 1996 und 1998 teil. Des Weiteren stand er im Aufgebot Schwedens bei den Olympischen Winterspielen 1988 in Calgary und 1994 in Lillehammer sowie beim World Cup of Hockey 1996. 

## Erfolge und Auszeichnungen
| - 1989 Schwedisches All-Star-Team - 1996 Schwedisches All-Star-Team - 1996 Guldpucken | - 1999 Meister der Alpenliga mit der VEU Feldkirch - 2000 Elitserien All-Star-Game |

### International
| - 1986 Silbermedaille bei der Weltmeisterschaft - 1987 Goldmedaille bei der Weltmeisterschaft - 1988 Bronzemedaille bei den Olympischen Winterspielen - 1991 Goldmedaille bei der Weltmeisterschaft - 1993 Silbermedaille bei der Weltmeisterschaft | - 1994 Goldmedaille bei den Olympischen Winterspielen - 1994 Bronzemedaille bei der Weltmeisterschaft - 1995 Silbermedaille bei der Weltmeisterschaft - 1998 Goldmedaille bei der Weltmeisterschaft |